# Tapul
Tapul ist eine philippinische Stadtgemeinde in der Provinz Sulu der Inselgruppe der Tapul-Inseln. Sie hat 18.197 Einwohner (Zensus 1. August 2015).

## Baranggays
Tapul ist politisch in 15 Baranggays unterteilt.
- Alu-Kabingaan
- Banting
- Hawan
- Kalang (Pob.)
- Kamaunggi
- Kanaway
- Kanmangon
- Kaumpang
- Pagatpat
- Pangdan
- Puok
- Sayli
- Sumambat
- Tangkapaan
- Tulakan